# Kilpeck Castle

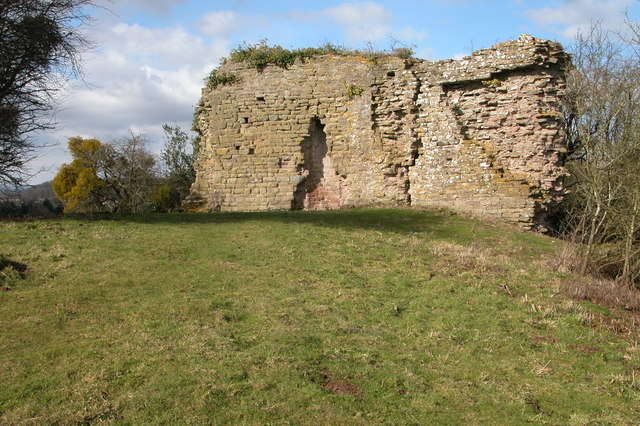
Überreste von Kilpeck Castle

Kilpeck Castle ist eine Burgruine im Dorf Kilpeck, etwa 15 km südwestlich von Hereford in der englischen Grafschaft Herefordshire und etwa 8 km östlich der Grenze zu Wales.
Am Westrand des Dorfes lag die kleine Motte, die um 1090 als Verwaltungszentrum von Archenfield errichtet wurde. Wenige Mauern aus dem 12. und 13. Jahrhundert stehen heute noch auf dem Mound, befinden sich aber nicht gerade in gutem Zustand. Man sieht Teile eines offenen Kamins mit Abzug, ebenso wie zwei Abschnitte der Burgmauern. Um den Mound gibt es noch einige Erdwerke.
Knapp zwei Kilometer nördlich der Burgruine findet man den Mound einer weiteren Burg auf dem Gelände der Didley Court Farm.
Östlich der Burgruine liegt die SS Mary and David's Church, eine romanische Kirche, die um 1140 gebaut wurde und für ihre Steinmetzarbeiten berühmt ist.